# Alison Saar
Pour les articles homonymes, voir Saar.
Alison Saar,  née le 5 février 1956 à Los Angeles, est une sculptrice et artiste visuelle multimédias américaine, basée à Los Angeles en Californie.
Son travail se concentre sur la diaspora africaine et l'identité féminine noire. L’artiste trouve son inspiration dans la spiritualité et l'art folklorique africain, caribéen ou  latino-américain. Elle est ainsi reconnue pour son travail de transformation des objets trouvés comme témoins de l'identité culturelle, sociale, de l'histoire et de la religion d’un peuple.

## Biographie

### Enfance et adolescence
Originaire de Californie, Alison Saar est la fille de Betye Saar, sculptrice et artiste visuelle afro-américaine reconnue, et de Richard Saar, un défenseur de l'art. Betye Saar est impliquée dans le mouvement de promotion et de production artistique des femmes artistes africaines-américaines des années 1960 aux années 1980. Ses filles Alison, Lezley et Tracye, l’accompagnent dans des musées, expositions et vernissages durant leur enfance.
La jeune fille découvre notamment l’Art outsider, œuvres réalisées par des artistes autodidactes, marginaux ou adeptes de l’art naïf, telles les Watts Towers, un ensemble de huit tours édifiées par Simon Rodia, ou le Village de Grand-mère Prisbrey Bouteille à Simi Valley. L’intérêt de l’artiste pour la nature, l'art populaire et son admiration pour la capacité des artistes à créer grâce à l'utilisation d’objets recyclés découlent de son éducation et de son exposition à ces expériences et types d'art.

### Formation
Alison Saar travaille avec son père comme restauratrice pendant huit ans, alors qu’elle est encore lycéenne. Elle développe un  intérêt pour la sculpture et les artéfacts de différentes cultures, à travers lesquels elle apprend les propriétés de multiples matériaux et techniques. Elle reçoit un double diplôme en histoire de l'art et en art studio du Scripps College de Claremont en 1978. Elle est alors l’élève du Dr Samella Lewis. Sa thèse de fin d’études porte sur l'art populaire afro-américain. En 1981, elle obtient un Master of Fine Arts de l'Otis College of Art and Design de Los Angeles. En parallèle de leurs carrières distinctes distinguées, Alison Saar et sa mère Betye Saar réalisent des œuvres artistiques ensemble. De sa mère, l’artiste « a hérité d'une fascination pour le mysticisme, les objets trouvés et le potentiel spirituel de l'art ».
Alison Saar a participé à des résidences au Dartmouth College et au Studio Museum à Harlem,. Elle est représentée par la L.A. Louver à Venice, en Californie.

## Style et œuvres
Alison Saar œuvre avec de nombreux médiums artistiques, tels la sculpture en métal, le travail du bois, la réalisation de fresque, la gravure sur bois et les œuvres utilisant des objets trouvés ou recyclés,,. Ses sculptures et installations explorent les thèmes de la diaspora culturelle africaine et de la spiritualité. Son travail est souvent autobiographique et reconnaît le rôle historique du corps en tant que marqueur d'identité, ainsi que le lien du corps avec la politique identitaire contemporaine,.
Ses sculptures très personnelles, souvent au format grandeur nature, sont marquées par leur candeur émotionnelle et par des matériaux et des messages contrastés. Alison Saar imprègne son travail d'un haut degré de sous-texte culturel. Ses créations représentent des questions liées au genre et à la race à travers à la fois son expérience personnelle et le contexte historique. Persuadée que les objets contiennent des esprits, elle transforme des objets trouvés familiers pour susciter des émotions humaines,.
En 1991, une série de bronzes sculptés en relief, Hear the Lone Whistle Moan, est installée dans la station de métro Harlem-125th Street Station. En 1993, l’œuvre Hi, Yella (1991) est incluse à la Whitney Biennial. Pour la critique d'art Rebecca Epstein « l’artiste démontre une habileté rare avec des matériaux apparemment impitoyables (bronze, plomb, goudron, bois), et jongle avec les thèmes de l'identité personnelle et culturelle alors qu'elle façonne différentes tailles de corps féminins (souvent le sien) ». Pour la critique d'art Roberta Smith, il s'agit des « rares cas où le politique et le visuel unissent leurs forces avec une réelle efficacité ».
L’œuvre Snake Man (1994), appartenant à la collection du Honolulu Museum of Art, est un exemple de la façon dont l'artiste fait référence à la fois à la culture africaine et au corps humain dans son travail. L'éducation multiethnique de l'artiste, son identité multiraciale et ses études sur l'art et la religion en Amérique latine, aux Caraïbes et en Afrique permettent également de légender son travail,. Sa sculpture Cake Walk (1997) est une marionnette à taille humaine que l'observateur peut faire danser (le cake-walk) en tirant sur une ficelle. Sa sculpture Swing Low (2007) honorant Harriet Tubman fut le premier monument public dans la ville de New York a représenter une femme noire-américaine.
En 2015, Alison Saar présente l’exposition Bearing au Musée de la Diaspora Africaine à San Francisco, en Californie. L'exposition explore les façons dont l'héritage et l'histoire affectent le corps humain, et comment cette histoire façonne et guide la façon dont la société conceptualise l'identité. Son intérêt pour le corps, en particulier le corps maternel, présente à la fois l'endurance corporelle et culturelle des femmes afro-américaines.
En juin 2024, une sculpture de bronze de Saar représentant une femme de toutes les cultures (Salon) est installée dans le jardin Charles-Aznavour, près des Champs-Élysées à Paris, et ce 33 jours avant l'ouverture des Jeux olympiques de Paris de 2024. L'ouvrage a été réalisé dans des ateliers du Puy-de-Dôme,.

## Collections
Lieux d'exposition:
- UCLA Fowler Museum de l'histoire culturelle, Los Angeles
- L.A. Louver Gallery[29]
- Phyllis Kind Gallery, New York[30]
- Galerie Ben Maltz
- Pasadena Museum of California Art

Collections permanentes :
- Metropolitan Museum of Art[31]
- MOMA[32]
- Musée d'art d'Indianapolis[33]
- Musée des beaux-arts de Houston
- Musée de Brooklyn[34]

## Distinctions
Alison Saar est lauréate d'une bourse de la John Simon Guggenheim Memorial Foundation, d'une bourse d'artistes du National Endowment for the Arts et d'une bourse d'artistes de la ville de Los Angeles (C.O.L.A.),,. En 2012, elle est nommée Fellow of United States Artists.
- 1984 : Bourse d'artiste, National Endowment for the Arts; Artiste en résidence, Studio Museum, Harlem, New York
- 1985 : Prix Engelhard, Institute of Contemporary Art, Artiste en résidence, Roswell Museum of Art, Roswell, dotation nationale pour les arts
- 1986 : Artiste en résidence, novembre, Washington Project for the Arts
- 1988 : Bourse d'artiste, National Endowment for the Arts
- 1989 : Bourse de la Fondation John Simon Guggenheim Memorial
- 1998 : Prix Joan Mitchell Foundation, La Nouvelle-Orléans, LA
- 1998 : Augustus St. Gaudens Memorial Foundation, Cornish, NH
- 1999 : Distinguished Alumnus of the Year, Otis College of Art and Design, Los Angeles, Californie
- 2000 : Flintridge Foundation Awards for Visual Arts, Pasadena, Californie
- 2003 : Distinguished Alumna Award, Scripps College, Claremont, Californie; Artiste en résidence, Hopkins Center, Dartmouth College, Hanover, New Hampshire
- 2004 : Reçu la subvention COLA, Los Angeles, Californie
- 2005 : Excellence in Design Award décerné par la New York City Art Commission, New York
- 2013 : Fondation Joan Mitchell, New York

## Expositions

### Expositions solo
Parmi une liste non exhaustive :

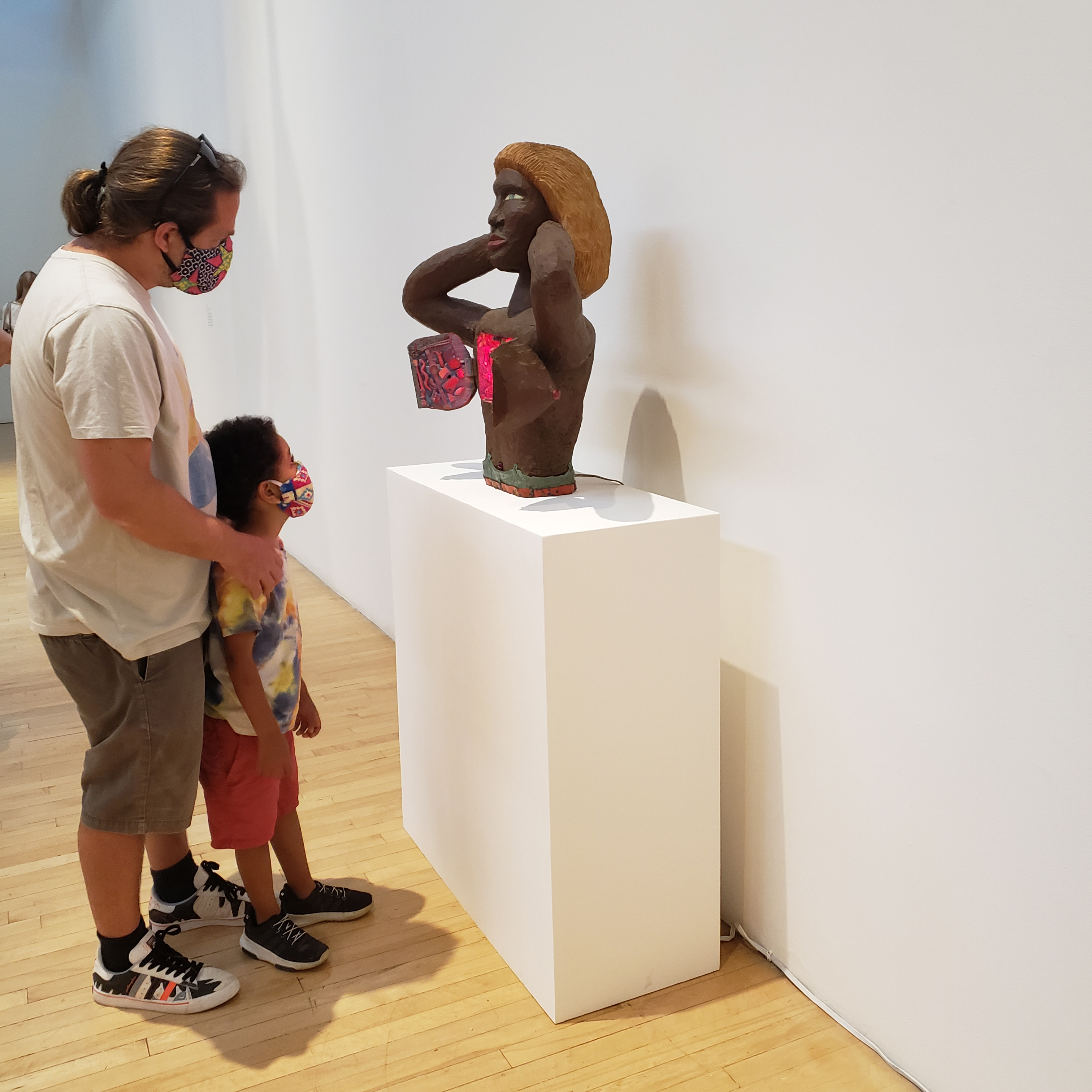
Sapphire (1985) exposé au Armory Center for the Arts.

- STILL..., Ben Maltz Gallery, Otis College of Art and Design, Los Angeles, 2012
- STILL..., Figge Art Museum, Massachusetts College of Art and Design, Boston, Massachusetts, 2013[39],[40]
- Winter, The Fields Sculpture Park, Omi International Arts Center, Columbia, New York, 2014-2015[41]
- Hothouse, The Watts Towers Art Center, Los Angeles, 2014-2015[42]
- Bearing, Musée de la Diaspora Africaine, San Francisco, 11 novembre 2015 - 3 avril 2016[25]
- Mirror, Mirror: The Prints of Alison Saar, Weatherspoon Art Museum, février 2020[43]

### Expositions collectives
- Twentieth Century American Sculpture in the White House Garden, The White House, Washington, D.C., 1995[44]
- Made in California: Art, Image, and Identity, 1900-2000, Los Angeles County Museum of Art, Los Angeles, 2000[45]
- In Profile: Portraits from the Permanent Collection, The Studio Museum, Harlem, New York, 2015[46]
- African American Art since 1950: Perspectives from the David C. Driskell Center, Sheldon Museum of Art, 2016[47]
- We Wanted a Revolution: Black Radical Women, Brooklyn Museum, New York, 2017[48]
- Building on the Legacy: African American Art from the Permanent Collection, The Muscarelle Museum of Art, Williamsburg, Virginia, 2018[49]

## Vie privée
Elle est mariée à l'artiste Tom Leeser. Ils ont deux enfants.